# David Rhodes
Pour les articles homonymes, voir Rhodes (homonymie).
David Rhodes né le 2 mai 1956 à Londres est un guitariste et compositeur 
britannique. Il est connu pour sa participation aux albums de Peter Gabriel.
Après une expérience musicale dans un groupe expérimental avec le bassiste Bill MacCormick, le chanteur Simon Ainley et le batteur Pete Philips, il est remarqué par Peter Gabriel en 1979. Il est le guitariste attitré de Gabriel depuis l'album Peter Gabriel en 1980 , il a aussi joué sur les bandes sonores de musique de films, comme Birdy, Passion ou Long Walk Home qui a été nommé aux Golden Globes.
Il est aussi considéré comme un guitariste de studio recherché, ce qui l'a conduit à collaborer avec des artistes tels que Roy Orbison, Tim Finn, Paul McCartney (Flowers in the Dirt), Robert Plant, Joan Armatrading, Mango, Blancmange, The Pretenders, Talk Talk, Franco Battiato et Scott Walker, Jeanne Mas (Les Crises de l'âme) et aussi  Florent Pagny (sur l'album Réaliste).
En 2001 il compose la bande son du jeu Atlantis III, et en 2005 la bande originale du film italien L'uomo perfetto de Luca Lucini avec Ged Lynch, John Giblin et Richard Evans.
En 2009 il sort un album solo intitulé Bittersweet, enregistré aux Real World Studios.

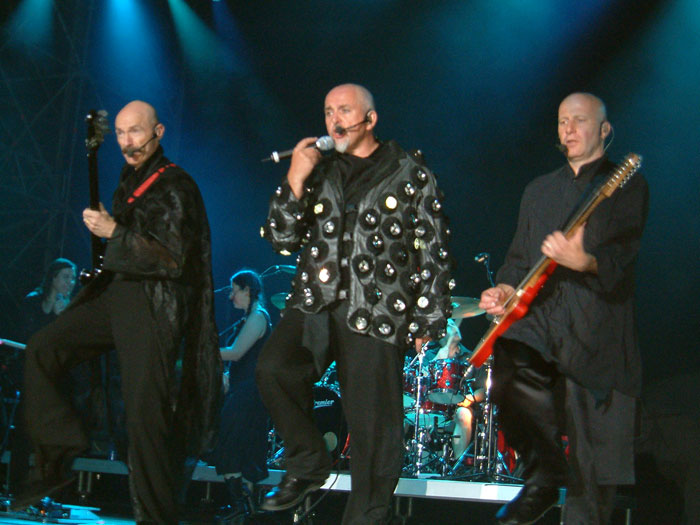
De gauche à droite:
Tony Levin, Peter Gabriel et David Rhodes

## Discographie

### Peter Gabriel
- 1980 : PGCD3
- 1985 : Birdy
- 1986 : So
- 1989 : Passion
- 1992 : Us
- 2001 : Up
- 2002 : Long Walk Home

### Talk Talk
- The Colour of Spring (1985) (guitare sur 3 chansons)

### Joan Armatrading
- Secret Secrets (A&M Records, 1985)

### Toni Childs
- Union (A&M Records, 1988)
- House of Hope (A&M Records, 1991)
- The Woman's Boat (Geffen, 1994)

### Paul McCartney
- Flowers in the Dirt (Parlophone Records, 1989)

### Tim Finn
- Tim Finn (Capitol Records, 1989)

### Roy Orbison
- Mystery Girl (Virgin Records, 1989)

### Julia Fordham
- Swept (Virgin Records, 1991)

### Tori Amos
- Little Earthquakes (Atlantic Records, 1992)

### Franco Battiato
- L'Imboscata[it] (Mercury, 1996)
- Ferro Battuto (Columbia, 2001)

### En solo
- 2009 : Bittersweet
- 2013: Rhodes